# Parafia św. Stanisława Biskupa i Męczennika w Kozielicach
Parafia pod wezwaniem Świętego Stanisława Biskupa i Męczennika w Kozielicach – parafia rzymskokatolicka należąca do dekanatu Banie, archidiecezji szczecińsko-kamieńskiej, metropolii szczecińsko-kamieńskiej. Prowadzą ją księża chrystusowcy. Siedziba parafii mieści się w Kozielicach.

## Miejsca święte

### Kościół parafialny
Kościół św. Stanisława w Kozielicach

### Kościoły filialne i kaplice
- Kościół Podwyższenia Krzyża Świętego w Łozicach[2]
- Kościół św. Stanisława Kostki w Mielnie Pyrzyckim[2]
- Kościół Najświętszego Serca Pana Jezusa w Rokitach[2]

## Duszpasterze

### Proboszczowie[1]
1. 1974–1977: Jan Kwidzyński TChr
2. 1977–1989: Antoni Rein TChr
3. 1989–1996: Adam Thor TChr
4. 1996–1997: Zenon Gąsiorowski TChr
5. 1997–2005: Zdzisław Jędruszek TChr
6. 2005–2014: Tomasz Koszyk TChr
7. 2014–2022: Władysław Kołtowski TChr
8. od 2022: Jarosław Bilicki SChr